# Martin de Bertendona
Martín de Bertendona (ur. ok. 1530, Bilbao; zm. wrzesień 1604) – hiszpański XVI-wieczny admirał. Jeden z dowódców Wielkiej Armady, w czasie kampanii dowodził eskadrą lewantyńską.
Martín de Bertendona urodził się ok. 1530 roku w Bilbao w rodzinie związanej z morzem od kilku pokoleń. Jego ojciec był kapitanem statku, na którym król Filip II odbył podróż morską do Anglii w 1554 roku. Od 1569 roku Bertendona rozpoczął służbę na morzu na statkach należących do własnej rodziny, później wstąpił do hiszpańskiej marynarki wojennej. W 1574 został kapitanem, następnie kilka lat spędził walcząc na wodach Flandrii z powstańcami  niderlandzkimi – Gezami (do 1585 roku). 
Od 1587 roku brał udział w przygotowaniach do wyprawy Armady. W 1588 roku został mianowany admirałem i dowódcą, liczącej 10 okrętów, eskadry lewantyńskiej. W czasie kampanii Wielkiej Armady jego okrętem flagowym była duża karaka handlowa ("nao") "La Regazona", mająca 1200 ton wyporności, uzbrojona w 30 dział. Po powrocie z nieudanej wyprawy Bertendona zachował stanowisko dowódcy eskadry lewantyńskiej i brał udział w odbudowie hiszpańskiej floty wojennej. 
Następnie został dowódcą eskadry biskajskiej, którą dowodził aż do swojej śmierci w 1604 roku. W 1591 ponownie walczył z Anglikami na Azorach, pokonując angielski galeon "Revenge". W latach 1592–1594 brał udział w hiszpańskiej interwencji we Francji (zajęcie nadmorskich twierdz Crozon, Brest, Blavet). W latach 1596–1597 na polecenie króla Filipa zajmował się przygotowaniami do nowej wyprawy Armady przeciwko Anglii. Od 1598 roku Bertendona po przybyciu do Dunkierki ponownie służył na wodach Flandrii. Zmarł w 1604 roku.